# 고헤이 (제구)

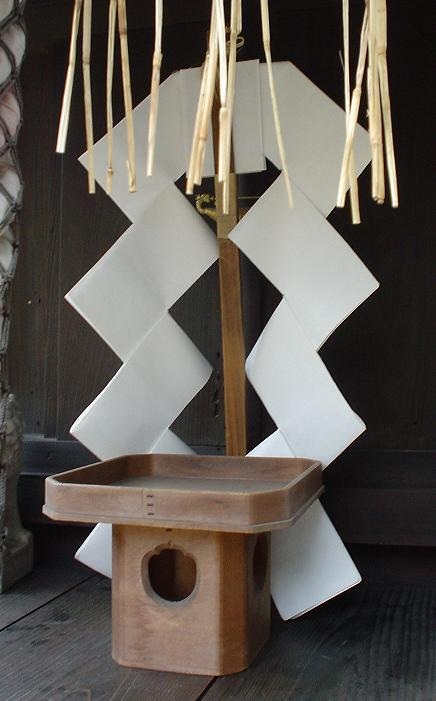
고헤이

고헤이(일본어: 御幣 ごへい[*])는 일본의 전통 종교인 신토에서 무녀 및 신관들이 사용하는 도구로, 불제에 쓰는 막대기 끝에 흰 종이나 천을 지그재그 모양으로 접어 끼워서 만든다. 신사에 신이 깃들어 있음을 나타낸다. 한국의 무속신앙에서 이용하는 신장대처럼 신을 강림시키는 데에도 사용된다.

## 같이 보기
- 도리깨